# Andrea Rinaldo

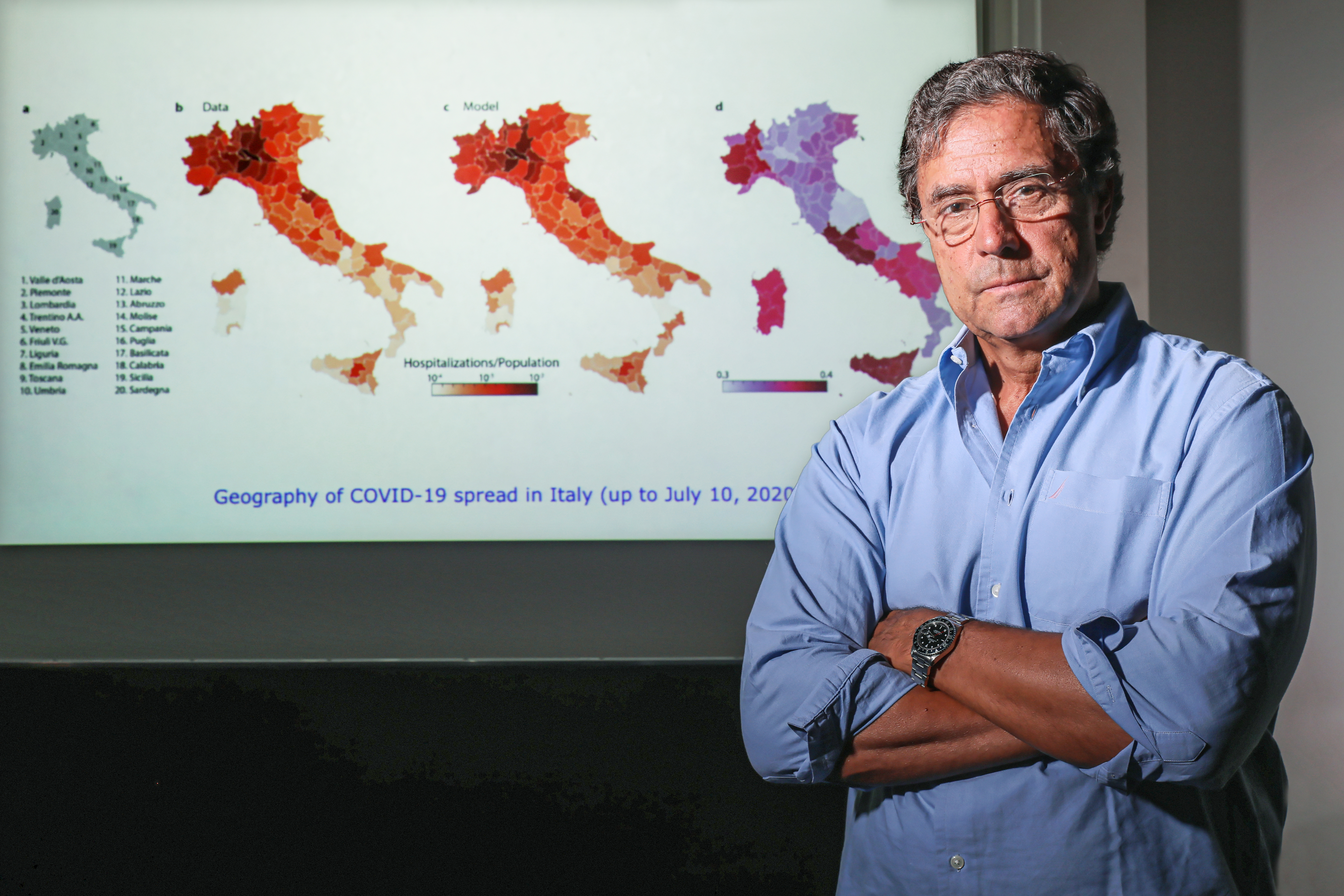
Andrea Rinaldo, 2020

Andrea Rinaldo (* 13. September 1954 in Venedig) ist ein italienischer Ingenieur und Hydrologe an der École polytechnique fédérale de Lausanne (EPFL).
Rinaldo erwarb 1978 an der Universität Padua einen Dr.-Ing. und 1983 an der Purdue University einen Ph.D. in Strömungsmechanik. 1985 erhielt er eine Professur für Strömungsmechanik an der Universität Trient, wandte sich aber sehr bald der Hydrologie zu. 1992 wechselte er an die Universität Padua, 2008 an die École polytechnique fédérale de Lausanne. Gastprofessuren führten ihn an die Texas A&M University, das Massachusetts Institute of Technology und die Princeton University.
Andrea Rinaldo befasst sich mit Transportphänomenen im Wasserkreislauf, Hydrogeomorphologie (insbesondere der fraktalen Geometrie von Gewässern), Gewässerökologie, stochastischen Modellen von Naturphänomenen, Netzwerken in der Natur, Skalierbarkeit von Ökosystemen sowie mit Flusssystemen als Korridore für Arten, Populationen und Pathogene. Rinaldo hat (Stand Januar 2025) einen h-Index von 106. Viele seiner Arbeiten veröffentlichte er gemeinsam mit Ignacio Rodríguez-Iturbe.
Rinaldo wurde 2006 in die Königlich Schwedische Akademie der Wissenschaften und die National Academy of Engineering gewählt, 2012 in die National Academy of Sciences, 2018 in die American Academy of Arts and Sciences. Er ist seit Juni 2015 Vizepräsident des Istituto Veneto di Scienze, Lettere ed Arti, deren Mitglied er seit 1995 ist.
Rinaldo war als Student Kapitän von Petrarca Rugby aus Padua und 1977/78 vierfacher Rugby-Nationalspieler für Italien. Er ist Vorstandsmitglied der Federazione Italiana Rugby. 2017 veröffentlichte er ein Buch über diesen Sport, Del Rugby – Verso una ecologia della pallaovale.
Andrea Rinaldo ist verheiratet und hat drei Kinder.